# Yerkebulan Shynaliyev
Yerkebulan Shynaliyev est un boxeur kazakh né le 7 octobre 1987 à Karabastau.

## Carrière
Médaillé de bronze aux Championnats du monde en 2007 à Chicago chez les mi-lourds, il récidive l'année suivante aux Jeux olympiques de Pékin, obtenant aussi la médaille de bronze.